# Kate Bailey
Katherine "Kate" Bailey (Sídney, 13 de febrero de 1982) es una competidora de natación paralímpica de Australia.
Compitió en siete eventos y ganó dos medallas de bronce en los Juegos de Sídney de 2000 en las pruebas femeninas de 100 m mariposa S9 y 4 × 100 m medley 34 puntos. En los Juegos de Atenas 2004, compitió en cuatro eventos y repitió sus resultados de medallas de Sídney ganando dos medallas de bronce en los Juegos de Sídney 2000 en los 100 m mariposa S9 y 4 × 100 m medley 34 puntos eventos femeninos. 3] En los Campeonatos Mundiales de Natación del IPC 2002 en Mar del Plata, Argentina ganó tres medallas de oro y una de plata.
Fue entrenada por Graeme "Grub" Carroll en el Club de Natación Acuática de Warringah. De 2002 a 2004 fue becaria de natación paralímpica del Instituto Australiano de Deportes.[5] También fue becaria del Instituto de Deportes de Nueva Gales del Sur.